# Hållbarhetsrådet
Rådet för hållbar utveckling (Hållbarhetsrådet) var ett statligt råd i Sverige för hållbar utveckling, etablerat 1999. År 2007 beslutade Regeringen Reinfeldt att avskaffa Hållbarhetsrådet.
Hållbarhetsrådet hette ursprungligen Statens institut för ekologisk hållbarhet (IEH) och invigdes i juni 1999, sedan förordning 1998:1835 utfärdats. Institutets huvuduppgift var "att öka kunskapen om ekologisk hållbarhet och arbeta för att integrera detta tänkande i samhällsbygget". I och med förordning 2004:1258 knöts institutet i januari 2005 till Boverket, och de två bildade ett nationellt forum för hållbar utveckling - Hållbarhetsrådet. Rådet bestod av tolv av regeringen utsedda ledamöter samt ett kansli i Umeå med elva anställda. Att organisera rådet under Boverket, som är placerat i Karlskrona, var en lösning som kritiserades, till exempel av ledamoten Patrik Sällström som beskrev konstruktionen som "knepig".
År 2007 beslutades att Hållbarhetsrådet skulle avskaffas, i och med förordning 2007:1065. Beslutet motiverades med att man ville ändra inriktning för hållbarhetspolitiken, bland annat genom att prioritera den då nybildade Hållbarhetskommissionen. Eva Wahlström, den tillförordnade direktören för kansliet, kommenterade att "det känns ruttet att inte få fullfölja arbetet. Det här är ett arbete som rör komplicerade frågor, som att hantera konflikter mellan ekonomi och naturintressen". De elva anställda förlorade alla sina jobb.

## Ledamöter
Den 12 maj 2005 tillsattes följande ledamöter:
- Helen Ågren, departementsråd, Regeringskansliet (ordförande)
- Inger Ashing, enhetschef, Ungdomsstyrelsen
- Anita Aspegren, enhetschef, Konsumentverket
- Alice Bah Kuhnke, generalsekreterare, Rättvisemärkt
- Erika Brokvist, verksamhetschef Västra Götalands energikontor
- Britt Danielsson, egen företagare, Stegeborgs Egendom AB
- Johan Fritzell, professor, Karolinska Institutet
- Stefan Henningsson, handläggare, NUTEK
- Johnny Johnsson, företagsläkare, Stora Enso
- Katarina Pelin, projektutvecklare, Region Skåne
- Patrik Sällström, planeringsdirektör, Länsstyrelsen Västerbottens län
- Peter Wenster, handläggare, Sveriges Kommuner och Landsting